# 알자스
알자스(프랑스어: Alsace, 알레만어: Elsàss, 독일어: Elsass, Elsaß 엘자스[*])는 프랑스 북동부에 위치한 역사적 지역이자 레지옹으로, 중심 도시는 스트라스부르이며 면적은 8,280.20km2, 인구는 1,815,488명(2006년 기준)이다.
남서쪽으로는 프랑슈콩테(현재의 부르고뉴프랑슈콩테), 서쪽으로는 로렌과 접하며 북쪽과 동쪽으로는 독일, 남쪽으로는 스위스와 국경을 접한다. 2개 주(바랭주, 오랭주)를 관할한다. 2016년 1월 1일을 기해 시행된 레지옹 개편에 따라 알자스와 샹파뉴아르덴, 로렌이 그랑테스트(옛 이름 알자스샹파뉴아르덴로렌)로 합병되었다.

## 역사
- 842년 : 스트라스부르의 맹세, 서프랑크 왕국의 샤를과 동프랑크 왕국의 루이가 맏형 로타르 1세에 대항해 맺은 맹세.
- 855년 : 알자스가 신성로마제국의 일부가 되다.
- 1354년 : 데카폴의 형성: 알자스 10개 도시의 연합체
- 1648년 : 베스트팔렌 조약으로 프랑스 왕국이 알자스의 남쪽 지역을 합병하다.
- 1681년 : 제국의 자유도시 스트라스부르가 프랑스군에 둘러싸여 함락되다.
- 프랑스 혁명(1789년)으로 알자스 지방에 독일군주들이 갖고 있던 소유권이 영향을 받게 되자 프랑스와 독일군주들과의 긴장관계가 야기되었다.[1] 1790년 : 알자스가 저지 라인과 고지 라인의 데파르트망으로 나뉘다.
- 1871년 4월 18일 : 의무교육 실시
- 1871년 : 프랑크푸르트 조약으로 로렌의 일부였던 벨포르를 제외한 알자스가 독일 제국에 합병되다.
- 1911년 3월 31일 : 알자스-로렌 헌법
- 1915년 : 하르트만스빌러코프의 싸움
- 1919년 : 베르사유 조약으로 알자스가 프랑스에 합병되다.
- 1940년-1944년 나치 독일의 점령이 계속되는 동안 알자스가 나치 독일에 다시 합병되다.
- 1944년 11월 : 르클레르크(Leclerc)가 이끄는 프랑스군이 11월 23일 스트라스부르를, 라트르 드 타시니(Lattre de Tassigny)가 이끄는 프랑스군이 뮐루즈를 11월 21일 각각 점령하다.

## 같이 보기
- 알자스 독립운동